# Nicola Antonio Zingarelli
Nicola Antonio Zingarelli (Nápoles, 4 de abril de 1752-Torre del Greco, 5 de mayo de 1837) fue un compositor italiano, principalmente de ópera. Fue el último gran representante de la escuela napolitana.

## Biografía

### Inicios de carrera
Nicola Antonio Zingarelli nació en Nápoles. Tras la muerte de su padre, fue junto con sus hermanos Francesco y Giuseppe al Conservatorio de Santa María de Loreto, donde había servido su padre como maestro. Allí estudió bajo la tutela de Alessandro Speranza y Fedele Fenaroli.
El 22 de julio de 1772 abandonó el conservatorio y tomó el puesto de organista en Torre Annunziata. Con la ayuda de la duquesa de Castelpagano, el 13 de agosto de 1781 pudo representar en el Teatro San Carlo su primera ópera, Moctezuma. Zingarelli a continuación, inició su carrera como compositor de óperas, lo que le llevó a moverse mucho por Italia y Europa; entre 1785 y 1803 estuvo activo en el teatro de Milán, Venecia, Mantua, Turín, Florencia, Roma, Nápoles y París.
En 1789-90 Zingarelli fue a París para poner en escena Antigone. Salió de Francia a toda prisa en el momento de la revolución francesa y, finalmente, regresó a Italia. En 1793 fue nombrado maestro de capilla en la catedral de Milán y permaneció allí hasta 1794, cuando asumió el prestigioso puesto de maestro de capilla del Santuario de la Santa Casa, en Loreto.

### Roma
En 1803 comenzó a descuidar la composición de óperas para dedicar más tiempo a la música sagrada. Luego, en 1804, fue nombrado maestro del coro de la Cappella Giulia en Roma y en 1804, maestro del coro de la Capilla Sixtina. En 1811 se negó profusamente, como patriota italiano, a dirigir un Te Deum por el nacimiento del hijo de Napoleón, conocido como rey de Roma, en la Basílica de San Pedro. Fue arrestado y llevado como prisionero a París. Sin embargo, Napoleón, que era admirador de la música de Zingarelli, pronto lo dejó en libertad y, además, recibió una pensión del estado.

### Nápoles
En 1813, Zingarelli se trasladó a Nápoles, donde fue nombrado Director del Conservatorio, junto con Giovanni Paisiello, Giacomo Tritto y Fedele Fenaroli. Entre sus alumnos destacados estaban Vincenzo Bellini, Michele Costa, Alessandro Curmi, Saverio Mercadante y Luigi Felice Rossi. Luego, en 1816, reemplazó a Paisiello como maestro de coro de la catedral de Nápoles, cargo que ocupó hasta su muerte en 1837.
Murió en Torre del Greco en 1837.

## Obras

### Ópera
Desde los inicios de carrera Zingarelli se concentró en escribir óperas. Su debut con la ópera seria fue Moctezuma, estrenada el 13 de agosto de 1781 en el Teatro San Carlos, una obra que despertó cierto interés, aunque el público napolitano encontró que estaba demasiado "aprendido". De hecho, en 1785 Haydn la revivió en el teatro Eszterháza.
Antígona, en la que Zingarelli adoptó algunos de los principios de la reforma de la ópera francesa, obtuvo poco favor en París, después de que evitase la innovación y se contentase con fórmulas ya intentadas y probadas.
Zingarelli escribió 37 óperas cómicas en su prolífica carrera. Entre 1785 y 1803, escribió principalmente para La Scala de Milán, siendo Alsinda la primera obra que se produjo en ese teatro. Logró un éxito inmediato con Il mercato di Monfregoso y La secchia rapita. Sin embargo, Giulietta e Romeo es la obra que hoy en día a menudo se considera su mejor ópera. Su última ópera, Berenice, logró un éxito considerable en su vida después de una producción inicial en Roma.
Las óperas que sobreviven son:
- I quattro pazzi (intermezzo, 1768, Nápoles);
- Montezuma (ópera seria, libretto de Vittorio Amedeo Cigna-Santi, 1781, Nápoles);
- Alsinda (ópera seria, libretto de Ferdinando Moretti, 1785, Milán);
- Ricimero (ópera seria, libretto de Francesco Silvani, 1785, Venecia);
- Armida (ópera seria, libretto de Jacopo Durandi e Francesco Saverio de Rogatis, 1786, Roma);
- Antigono (ópera seria, libretto de Pietro Metastasio, 1786, Mantova);
- Ifigenia in Aulide (ópera seria, libretto de Ferdinando Moretti, 1787, Milán);
- Artaserse (ópera seria, libretto de Pietro Metastasio, 1789, Trieste);
- Antigone (ópera seria, libretto de Jean François Marmontel, 1790, París);
- La morte di Cesare (1790);
- Pirro re di Epiro (ópera seria, libretto de Giovanni De Gamerra, 1791, Milán);
- Annibale in Torino (ópera seria, libretto de Jacopo Durandi, 1792, Turín);
- Atalanta (ópera seria, libretto de C. Olivieri, 1792, Turín);
- L'oracolo sannita (ópera seria, libretto de D. Del Tufo, 1792, Milán);
- Il mercato di Monfregoso (ópera buffa, basada en el libretto Il mercato di Malmantile, de Carlo Goldoni, 1792, Milán);
- La Rossana (ópera seria, libretto de P. Calvi, 1793, Génova);
- La secchia rapita (ópera buffa, libretto de Angelo Anelli, 1793, Milán) (hay dudas sobre su autoría);
- Apelle (ópera seria, libretto de Simeone Antonio Sografi, 1793, Venecia) (revisada como Apelle e Campaspe en 1795);
- Alzira (ópera seria, libretto de Gaetano Rossi, da Voltaire, 1794, Florencia);
- Quinto Fabio (ópera seria, basada en el libretto Lucio Papirio dittatore de Apostolo Zeno, 1794, Livorno);
- Il conte di Saldagna (ópera seria, libretto de Ferdinando Moretti, 1794, Venecia);
- Gli Orazi e i Curiazi (ópera seria, libretto de Carlo Sernicola, 1795, Nápoles);
- Giulietta e Romeo (Romeo e Giulietta) (ópera seria, libretto de Giuseppe Foppa, 1796, Milán);
- Andrómeda (ópera seria, libretto de Giovanni Bertati, 1796, Venecia);
- La morte di Mitridate (Il Mitridate) (ópera seria, libretto de Antonio Simeone Sografi, 1797, Venecia);
- Ines de Castro (ópera seria, libretto de A. Gasparini, 1798, Milán);
- Meleagro (ópera seria, libretto de Giovanni Schmidt, 1798, Milán);
- Carolina e Mexicow (ópera seria, libretto de Gaetano Rossi, 1798, Venecia);
- Il ritratto (ópera buffa, libretto de Luigi Romanelli, 1799, Milán);
- Il ratto delle Sabine (ópera seria, libretto de Gaetano Rossi, 1799, Venecia);
- Clitennestra (ópera seria, libretto de Francesco Saverio Salfi, 1800, Milán);
- La notte dell'amicizia (ópera seria, libretto de Giuseppe Foppa, 1802, Venecia);
- Edipo a Colono (ópera seria, libretto de Antonio Simeone Sografi, 1802, Venecia);
- Il bevitore fortunato (ópera buffa, libretto de Luigi Romanelli, 1803, Milán);
- Il ritorno di Serse (ópera seria, libretto de G. De Ferrari, 1808, Roma);
- Baldovino (ópera seria, libretto de Jacopo Ferretti, 1811, Roma) (hay dudas sobre su autoría);
- Berenice regina d'Armenia (ópera seria, libretto de Jacopo Ferretti, 1811, Roma);
- Malvina (ópera seria, en colaboración con Michele Costa, 1829, Nápoles);

### Música sacra
Siendo una persona profundamente religiosa, un católico, Zingarelli dedicó la mayor parte de su atención a las misas, oratorios, cantatas y motetes. Para Loreto compuso 541 obras, incluyendo 28 misas. En 1829 escribió una cantata para el Festival de Birmingham. Algo menos de un mes antes de su muerte, produjo un oratorio, La huida a Egipto. Su Misa de réquiem, compuesta para su propio funeral, se dice que encarna su mejor estilo devocional eclesial.